# Naotaka Takeda
Naotaka Takeda (武田 直隆 Takeda Naotaka?, nacido el 13 de julio de 1978 en Shizuoka) es un exfutbolista japonés. Jugaba de defensa y su único club fue el Albirex Niigata de Japón.

## Trayectoria

### Clubes
| Club            | País  | Año  |
| --------------- | ----- | ---- |
| Albirex Niigata | Japón | 2001 |